# Phénocopie
Le terme phénocopie a évolué dans le temps, prenant ainsi des nuances lui donnant d’autres significations.
De nos jours une phénocopie est définie comme étant un phénotype induit par l’environnement sur un individu qui est identique à un autre phénotype déterminé génotypiquement d’un autre individu. Ainsi aucune mutation n'entre en jeu et pourtant l’effet est le même.
De ce fait les phénocopies montrent que le phénotype ne dépend pas seulement de son code génétique ni de ses mutations, mais aussi de toutes les potentialités de l'organisme. Ainsi l'environnement joue un rôle fondamental dans ce processus.
Phénocopie est aussi utilisé pour parler d’une modification de l'organisme non héréditaire qui est visible sur le phénotype.
Ce terme est maintenant surtout utilisé dans le domaine de la médecine.

## Historique
Au cours du développement de ce concept, les scientifiques ont donné plusieurs aspects au terme phénocopie selon leurs recherches.

### Richard Benedict Goldschmidt(1878 – 1958)
Goldschmidt défend le concept de l’évolution saltatoire et élabore ses théories sur les mutants homéotiques ainsi que les phénocopies. Le phénomène de phénocopie est pour la première fois utilisé et défini par Goldschmidt lors de sa publication en 1935 de ses travaux sur les chocs thermiques. Après l’exposition à plusieurs stimulus différents (rayons X, chocs thermiques, vapeurs d’éther, …) sur le modèle Drosophila, il a pu en ressortir plusieurs conclusions :
- Les traitements avec des agents puissants, ont une puissance plus forte que les variations normales de l’environnement
- Les traitements permettent de définir les périodes critiques du développement
- Le matériel génétique va influencer le résultat

Ainsi avec cela, il s’est rendu compte qu’il été possible de copier tout type de mutant génétique par le phénomène de phénocopie (qui n’inclut pas de mutation génétique).
Grâce à lui on sait que plusieurs chocs non spécifiques à un temps approprié peuvent produire la même phénocopie, mais aussi que le même choc peut produire différentes phénocopies.

### Conrad Hal Waddington(1905 – 1975)

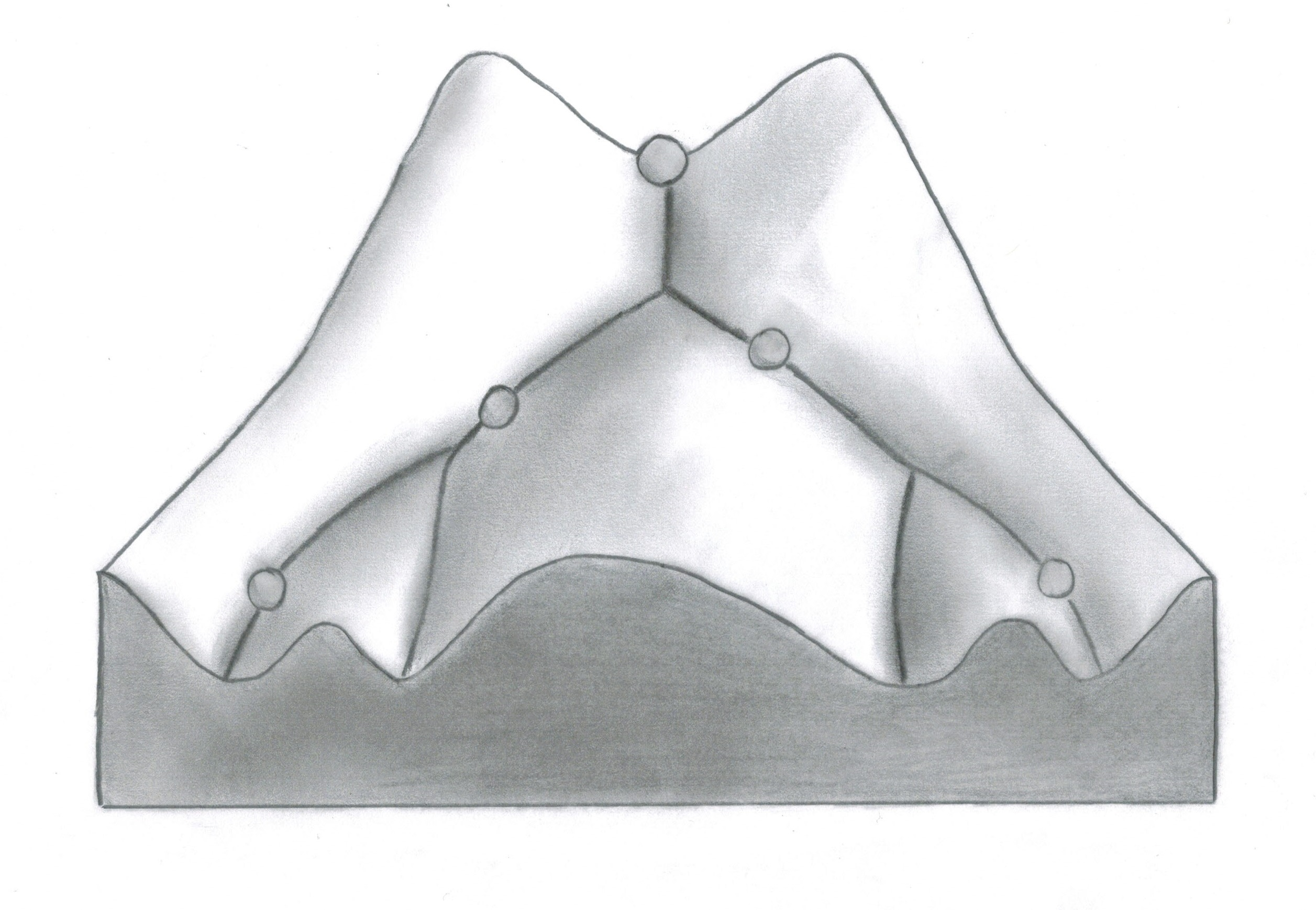
L'organisme représenté par la bille va suivre les gouttières qui sont en fait une représentation du génotype. Cependant certaines variations de l'environnement vont faire en sorte que la bille sorte de sa gouttière.

Conrad Hal Waddington a étudié la phénocopie avec le modèle Drosophila melanogaster en exposant les pupes à différents stimulus externes tels qu’un choc thermique, en les maintenant 4h à une température de 40 °C, et dans une autre expérience en exposant les œufs à l’éther.

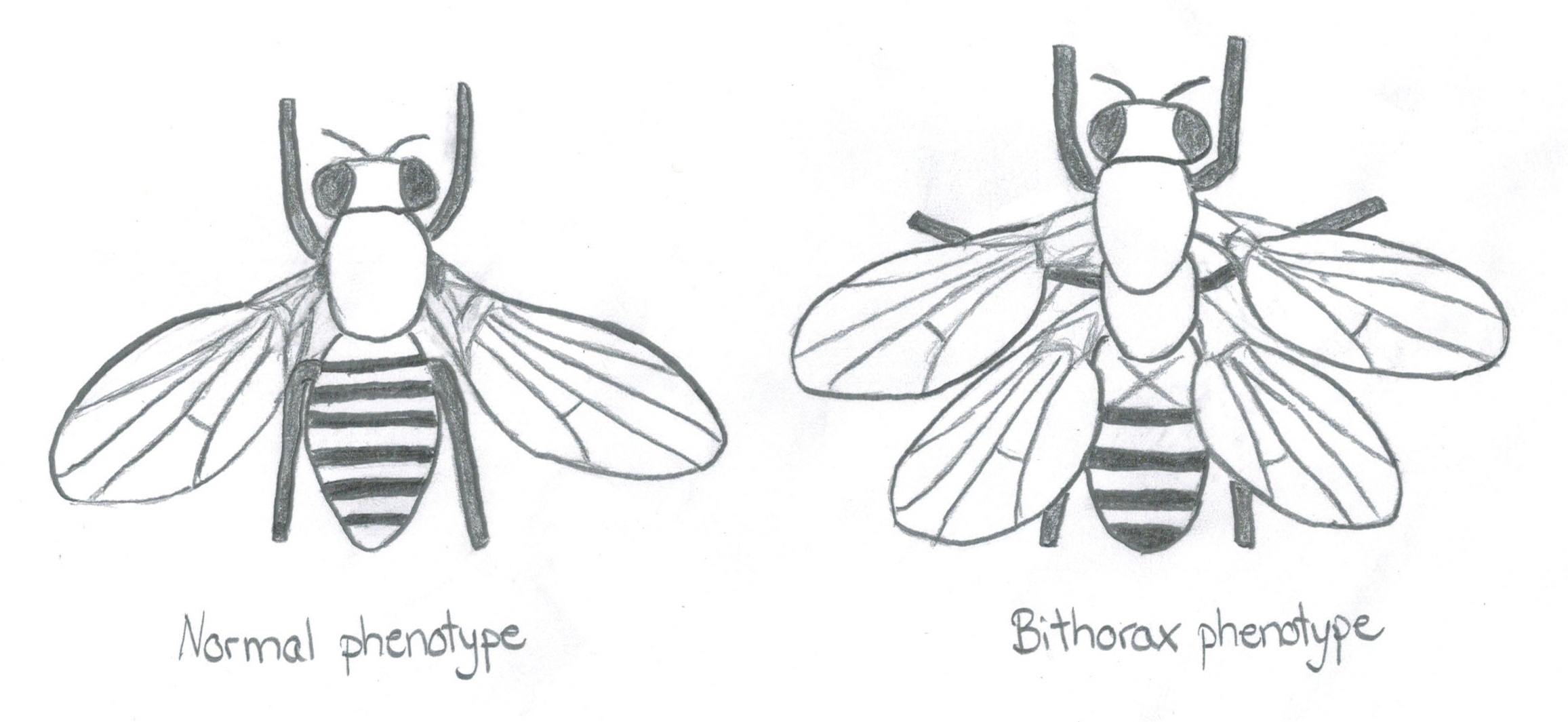
Sur la gauche un individu présentant un phénotype normal et sur la droite, un individu avec un phénotype bithorax qui peut être induit par une mutation affectant le code génétique ou par une phénocopie

C'est à travers le paysage épigénétique de Waddington que l'on comprend mieux le concept de la production de phénocopies. Il s’agit d’une bille qui va d’un point de départ à un point final qui va représenter le développement ontogénique de l’organisme. Le paysage est contrôlé par le génotype et de ce fait, une mutation devient une modification de ce paysage. Si cette mutation est importante, elle détournera la bille qui ne se rendra plus au même point d’arrivée. Mais si la mutation donne peu de conséquence, elle ne va pas sortir la bille de sa trajectoire.
Ce concept permet d’expliquer comment l’évolution du génotype des organismes peut répondre à l’environnement. Car une perturbation de l’environnement agira comme une mutation, en influençant peu ou pas l’organisme. Ainsi c’est le phénomène de phénocopie qui y est décrit.
De ce fait, un embryon de drosophile traité avec des vapeurs d’éther, peut produire le phénotype d’une mouche adulte mutante bithorax sans avoir de mutation génétique. C’est uniquement le stimulus qui va perturber son développement.
Les phénomènes moléculaires reliés à ce processus sont très complexes, mais l'on sait notamment que l'on retrouve très peu de drosophile dont les haltères ou des ailes sont mutées dans la nature. En effet le gènes Ubx maintient une faible variabilité phénotypique par une forte canalisation de ce caractère. Le mécanisme qui est responsable de la canalisation du phénotype Ubx est encore inconnu. Cependant l'expression de microARN, qui sont capables d'éteindre l'expression d'un gène, et d'ARNm peuvent être à l'origine de cette robustesse de l'expression du gène Ubx.

### Jean Piaget(1896 – 1980)
Piaget est à la fois un scientifique, philosophe et psychologue qui, par de nombreux travaux, tente d’expliquer les relations entre l’acquisition d’un caractère (souvent psychologique) et sa création biologique dans les mécanismes du cerveau. Ainsi il s’est fait connaître à travers l’épistémologie génétique et ses travaux sur le développement chez l’enfant.
Selon Piaget le phénomène de phénocopie s’enclenche lorsque l’organisme s’adapte à une modification de l’environnement. Ainsi, selon lui, le phénotype est modifié de manière exogène (par l’environnement) et suivi par la suite par un phénomène endogène d’assimilation au niveau du génome.
Ce que Piaget nomme de phénomène de phénocopie est en fait ce que Waddington nomme « assimilation génotypique ».
Il développe ce concept lors de l’étude de limnées (escargots dulcicoles) et de leurs coquilles en 1975. Sur une plage où l’eau est calme, les limnées seront de forme allongée. Alors que dans une plage avec des galets et du vent, les limnées seront de forme globuleuse. Après l’élevage de ces limnées globuleux en aquarium, il note que le trait n’était pas héréditaire. La forme globuleuse est donc due au fait que les escargots, en se maintenant accrochés sur les roches et ainsi contractés, vont grandir en produisant des spirales plus courtes au niveau de la coquille (étant donné que les muscles seront contractés en permanence et que ceux-ci sont reliés à la coquille). Cependant, si les limnées vivent exposées à des conditions de fort vent ils gardent ce stade phénotypique globuleux. Ce trait deviendra héréditaire.
Ainsi l’environnement agirait sur l’organisme de façon à faire pression sur le code génétique de celui-ci et de le modifier par la suite à l’effigie du phénotype avantageux. Par la suite les mutations qui sont bénéfiques à l’organisme sont sélectionnées.

### Walter Landauer
Landauer a fait des expériences sur des poulets et trouve de nombreuses ressemblances avec les effets des phénocopies entre les poulets et les drosophiles. Ce qui est marquant sachant que l’on compare ici un invertébré et un vertébré.
Pour les deux modèles :
- Le stade de développement est crucial ;
- La quantité de dosage est en relation avec les effets. Ainsi une phénocopie est un phénomène quantitatif qui va agir sur la pénétrance (l’intensité des anomalies produites) et l’expression ;
- Différentes réponses quantitatives parmi et entre les mêmes composants tératogènes ;
- L’influence de l’effet maternel est surtout présente au moment des stades de développement les plus précoces.

### Brian Goodwin(en)(1931 - 2009)
Pour Goodwin une phénocopie est un phénotype qui possède les mêmes caractéristiques qu’un mutant génétique mais résulte d’un stimulus particulier de l’environnement agissant à un moment particulier dans le développement embryonnaire d’un individu normal. Avec cette définition, il n’y a pas de possible intégration de cette modification phénotypique dans le code génétique.

## Phénocopie et développement
La réponse d’un organisme à un composant chimique par la production de phénocopies se fait en fonction de son organisation interne, et a pour conséquence d’être déterminée par le stade de développement au moment du traitement.
Les changements en réponse au stade développemental vont être qualitatifs. Mais dans les périodes critiques, il est souvent observé une augmentation de la pénétrance et de l’expressivité avec par la suite un déclin graduel à mesure que l’organisme grandit.
De plus le syndrome de protection contre les phénocopies, c’est-à-dire la production de compléments pour contrer les phénocopies, est plus efficace quand l’organe ou l’organisme est à la fin de sa détermination lors de l’exposition au stimulus,. Le fait d’être exposé à plusieurs fois à un stimulus peut permettre une protection contre les phénocopies. En effet, les drosophiles exposées à une température moyenne avant d’être soumises à un choc thermique ont montré une augmentation de la survie de celles-ci mais aussi une augmentation quant à la protection contre l’induction de phénocopies. Cette protection est le résultat d’un stockage d’ARN messager lors de la première exposition. Cependant la première exposition s’est faite de manière que :
- la température stimule la production de protéines protégeant des chocs thermiques ;
- la synthèse de protéine ne soit pas arrêtée.

Avec cette expérience il est marquant de voir que par cette protection, l’individu peut survivre à un plus grand nombre de variations de son environnement sans avoir à modifier son code génétique. De ce fait, les protections se font sur la génération soumise à la perturbation et non à la génération suivante (ce qui serait le cas s’il s’agissait de mutation du code génétique et donc d’héritabilité).

## Phénocopies dans le cadre de maladies génétiques
Dans les maladies génétiques complexes, il est difficile de trouver les gènes responsables car ils ne sont pas régis pas les lois mendéliennes. Avec les facteurs à risques, il est difficile de prouver s’ils expliquent la maladie ou non. En effet, certains individus vont posséder un génotype « à risque » sans être malades et d’autres non porteurs du génotype « à risque » seront atteints. Ces individus présentent alors des phénocopies.
Les phénocopies sont des événements rares mais sont un danger lorsque l'on étudie une fratrie atteinte pour comprendre l’héritabilité de la maladie. Les phénocopies sont donc des individus qui sont atteints mais ne présentent pas de facteurs à risques, ils représentent des faux-positifs.

### Le cas de lamaladie de Huntingtonsans mutation
Cette maladie d’origine génétique est causée par une mutation autosomique dominante. Cependant dans 1 % des cas, cette mutation n’est pas retrouvée chez le patient présentant un tableau clinique possédant les mêmes symptômes cliniques qu’un individu atteint par cette mutation. Les symptômes sont dus à une combinaison de pathologies non héréditaires qui donnent de ce fait les mêmes conséquences que la maladie de Huntington sans aucune mutation génétique.

### La maladie d'Alzheimer
La maladie d'Alzheimer est observée surtout chez les personnes âgées et se caractérise par une perte de la mémoire.
Il est démontré chez les souris qu'avec l'âge, il y a une perte du Zn2+ trans-synaptique qui induit une perte cognitive. Cette agrégation hors de la synapse produit une réaction d'agglomération d'autres produits, qui va créer une ablation génétique de ZnT3. Ceci engendre une phénocopie montrant un déficit synaptique et de la mémoire typique de la maladie.

### LeSyndrome de Gilles de la Tourette(SGT)
C'est une maladie comportant des facteurs à risques génétiques, ainsi certains individus seront plus exposés que d'autres. Cependant le SGT peut aussi être le résultat de phénocopies dues à l'exposition à certains facteurs environnementaux tels que des complications périnatales ou le contact avec un virus streptocoque pouvaient être des éléments déclencheurs de la maladie.

## Application du phénomène de phénocopie
Le phénomène de phénocopie peut être utilisé dans le développement de nouveaux médicaments. En effet, des inhibiteurs de la cible de médicament vont être administrés. Ainsi le cobaye ou les tissus exposés auront le phénotype malade et il sera possible de tester le médicament comme si la maladie était présente. Ainsi il y a une imitation du phénotype d’intérêt (la maladie) sans avoir le génotype (mutation qui fait en sorte que le tissu ciblé est inhibé).

## Exemples de phénocopies

### Le lapin d’Himalaya

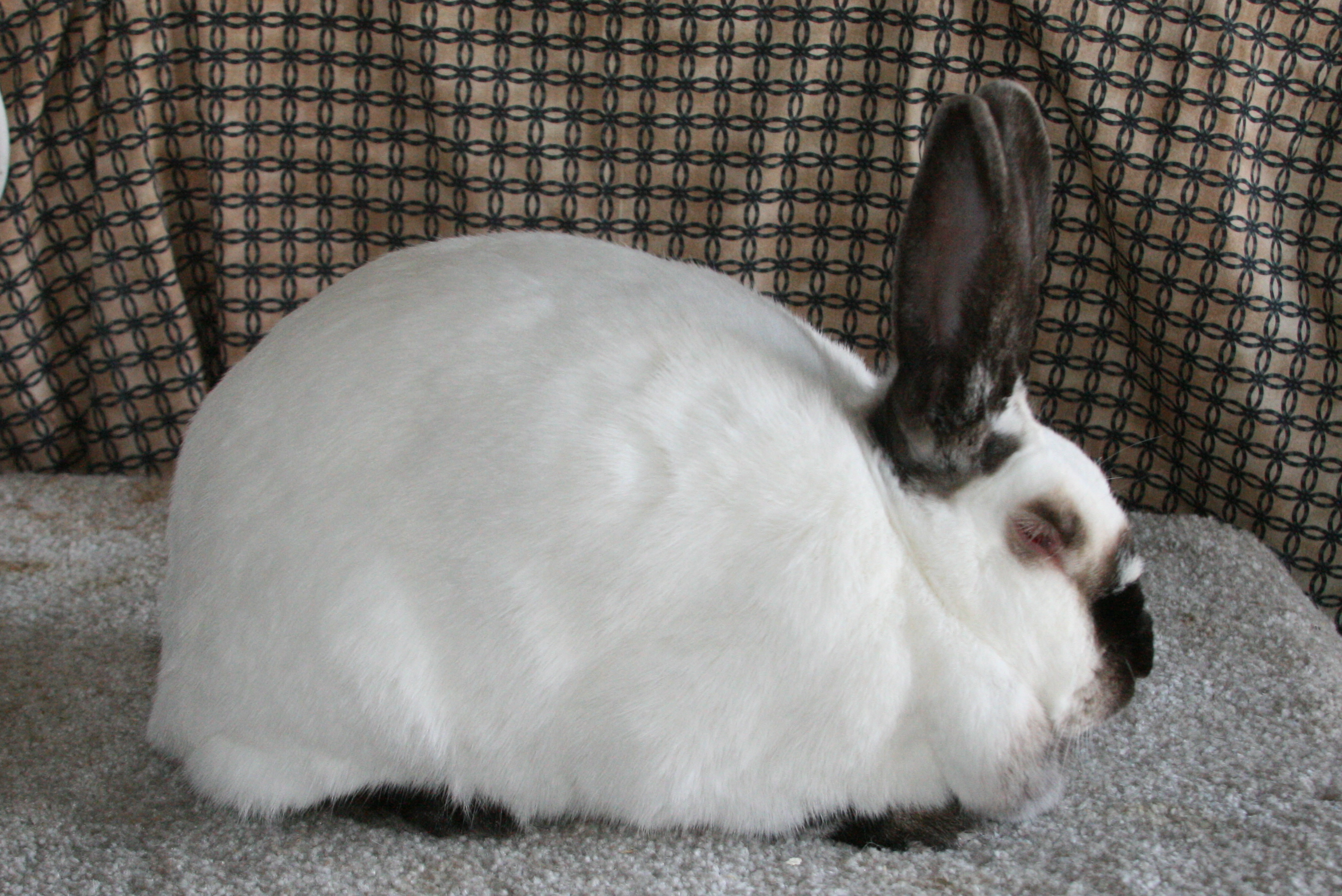
Lapin himalayen présentant le phénotype induit par un climat tempéré. Ainsi il ne possède que ses extrémités noires.

Ce lapin possède un patron de coloration typique avec un corps blanc et des poils noirs aux extrémités (c'est-à-dire autour de la queue, du nez, des oreilles et des pattes) quand il grandit dans des conditions modérées de températures.
Mais quand il se développe dans un climat froid, il possède le même patron de coloration que les lapins noirs tout en gardant le même génotype que lorsqu’il avait la coloration blanche. De ce fait, c’est une phénocopie du lapin noir car il possède le patron de coloration sans avoir les modifications génétiques associées.